# Agnosthaetus stenomastax
Agnosthaetus stenomastax (лат.) — вид жуков-стафилинид рода Agnosthaetus из подсемейства Euaesthetinae (Staphylinidae). Эндемик Новой Зеландии. Название происходит от латинизированных греческих слов stenos (узкий) и mastax (челюсти), в отношении сравнительно тонких мандибул этого вида.

## Описание
Мелкие жуки-стафилиниды, длина около 3 мм. Основная окраска красновато-коричневая. Данный вид можно отличить от всех других видов из рода Agnosthaetus, кроме A. falx, по сочетанию гладкого ментума, антенно-окулярного киля головы, смыкающегося с глазом впереди середины глаза; вдавлены медиальная борозда переднеспинки и базолатеральный переднеспинный киль. Кроме того, сочетание отчётливо расширенной срединной доли и субперпендикулярной апикальной части парамера с вершиной срединной доли отличает эдеагус от Agnosthaetus falx и Agnosthaetus heteromastax. Апикальный край лабрума несёт 19—21 зубцов у самцов и 17—22 у самок. Крылья отсутствуют. Голова, пронотум и надкрылья гладкие. Глаза крупные (занимают почти половину боковой стороны головы). Усики 11-члениковые. Нижнечелюстные щупики состоят из 4 сегментов, а нижнегубные 3-члениковые. Лабиум с парой склеротизированных шипиков. III—VII-й абдоминальные сегменты без парасклеритов. III-й абдоминальный тергит слит со стернитом, образуя кольцевидный сегмент. Базальный членик задних лапок отчётливо вытянутый и длиннее двух последующих тарзомеров. Обладают формулой лапок 5—5—4.
Место обитания: предположительно лес. Образцы были взяты из просеянной подстилки и мохообразных. Фенология: февраль, сентябрь. Высота на уровнем моря: 150—250 м.

## Систематика
Вид был впервые описан в 2011 году американским энтомологом Дэйвом Кларком в 2011 году (Clarke, 2011) и включён в состав рода Agnosthaetus. Этот вид больше всего похож на Agnosthaetus falx. Самцы как A. stenomastax, так и A. falx имеют схожую структуру мандибул с отчетливой шпорой на мезальном крае ближе к вершине мезального зубца жвал, чем к вершине мандибул. Только сравнение гениталий может подтвердить идентичность A. stenomastax в отличие от A. falx. Из всех известных видов этот вид имеет наиболее ограниченный ареал (остров Codfish Island).